# کیوی اوکاریتو
کیوی اوکاریتو (نام علمی: Apteryx rowi) نام یک گونه از سرده کیوی است.